# 阿史那默啜
阿史那 默啜（呉音：あしな もくせち、漢音：あしだ ぼくせつ、拼音：Āshǐnà Mòchuò、? - 716年）は、東突厥第二可汗国期の可汗。阿史那骨咄禄の弟。『オルホン碑文』におけるカプガン・カガン（古テュルク語:   - Qapγan qaγan）にあたる。

## 生涯
阿史那骨咄禄が天授（690年 - 692年）の初めに病死すると、その子の默棘連はまだ幼かったので、弟の阿史那默啜が可汗位を簒奪して自ら可汗位に就いた。
長寿2年（693年）、阿史那默啜は霊州を寇掠し、人吏を殺した。武則天は白馬寺の僧である薛懐義を代北道行軍大総管として派遣し、十八将軍を指揮させてこれを討たせたが、東突厥軍と遭遇できずに帰還した。逆に阿史那默啜が遣使を送って周に来朝したので、武則天は大いに悦び、彼に左衛大将軍を授け、帰国公に封じ、物5千段を賜った。長寿3年（694年）にも、ふたたび遣使を送って請和したので、武則天はまた加えて遷善可汗を授けた。
万歳通天元年（696年）、契丹首領の李尽忠・孫万栄が反乱を起こし、営府を攻め落とした。すると阿史那默啜は契丹討伐を願い出て、契丹を攻撃して大破させた。これにより東突厥は次第に強盛となる。武則天は東突厥に遣使を送って阿史那默啜を冊立して特進・頡跌伊施（イルティリシュ：Iltiriš）大単于・立功報国可汗とした。
聖暦元年（698年）5月、阿史那默啜は上表して武則天の子になること、娘を嫁がせること、和親を結ぶこと、さらに降戸と単于都護府の地に農機具と種子がほしいということを請願した。しかし、武則天が初めこれを許さなかったため、阿史那默啜は激怒し、司賓卿の田帰道を殺害しようとした。時に周の朝廷は東突厥の兵勢を懼れており、納言の姚璹・鸞台侍郎の楊再思の建議でその和親を許可することとなり、すべての要求を呑んだ。7月、そこで武則天は淮陽王武延秀を阿史那默啜の娘に嫁がせようと、右豹韜衛大将軍の閻知微を春官尚書、右武威衛郎将の楊斉荘を司賓卿とし、彼らを黒沙南庭に赴かせた。しかし、阿史那默啜は唐の皇族（李氏）ではなく周の皇族（武氏）が来たことに異を唱え、今すぐに武周政権を倒して唐王朝に戻そうと、8月、武延秀を拘束して閻知微を可汗に封じ、1万騎を率いて南下し、静難・平狄・清夷などの軍鎮を攻撃し、静難軍使の慕容玄崱を降伏させた。周は計45万の兵で防いだが、各所で惨敗した。武則天は激怒し、默啜を改名して斬啜と呼んだ。しかし、東突厥軍の勢いは止まらず、9月、遂に武則天は唐の廬陵王李顕を皇太子とした。そのことを聞いた阿史那默啜はようやく軍を引いた。
聖暦2年（699年）、阿史那默啜は弟の阿史那咄悉匐を立てて左廂察、阿史那骨咄禄の子の阿史那默矩を右廂察に任命した。また阿史那默啜の子の阿史那匐倶を立てて小可汗とし、位は両察の上に置き、処木昆部など十姓（西突厥）の兵馬4万余人を統括させ、また号して拓西可汗とした。これより東突厥は連年辺境を寇した。
久視元年（700年）、隴右諸監の馬1万余匹を掠め去る。武則天は右粛政御史大夫の魏元忠を霊武道行軍大総管としてこれに備え、また安北大都護・相王李旦を天兵道元帥とし、東突厥を討たせたが、周軍が到着する前に東突厥軍は退いた。
長安3年（703年）、阿史那默啜は遣使の莫賀達干（バガ・タルカン：Baγa tarqan）を送って娘を皇太子の子に娶らせることを請い、武則天は廬陵王李顕の子である平恩王李重俊・義興王李重明を使者に会わせた。阿史那默啜は大臣の移力貪汗を遣わして入朝し、馬千匹及び方物を献じて縁組を喜んだ。
神龍元年（705年）、大臣や将軍に迫られた武則天が廬陵王李顕に譲位したので、李顕は中宗として唐の国号を復活させた。
神龍2年（706年）12月、阿史那默啜はまた霊州鳴沙県を寇し、霊武軍大総管の沙吒忠義はしばらく防御したが、官軍が敗績し、死者は6千余人にのぼった。さらに東突厥軍は原州・会州などに進寇し、隴右の群牧馬1万余匹を掠め去った。
神龍3年（707年）1月、中宗はその請婚を絶ち、人を募集して阿史那默啜を斬った者には国王に封じ、諸衛大将軍、賞物2千段を授けるとした。また内外の官に破突厥の策を進めさせた。
景龍2年（708年）11月、西突厥首領の突騎施娑葛が叛き、自立して可汗となり、弟の遮弩を遣わして塞を侵犯した。
景雲元年（710年）、睿宗が即位すると、景雲2年（711年）1月、阿史那默啜はまた遣使を送って和親を請い、宋王李成器の娘を金山公主として娶ることを許可された。阿史那默啜はその息子の楊我支特勤を遣わし来朝、右驍衛員外大将軍を授かる。頡利可汗以来、最も強盛となった阿史那默啜であったが、老齢となり、部落の多くは次第に逃散していくことになる。
開元2年（714年）2月、阿史那默啜は子の移涅可汗（イネル・カガン：Inäl qaγan）及び同娥特勤（トンガ・テギン：Toŋa tägin）、妹婿の火抜頡利発の石阿失畢は精騎を率いて北庭都護府に迫って包囲させた。右驍衛将軍の郭虔瓘は城を固く守り、同娥特勤を城下で捕えて斬った。これにより東突厥軍は撤退したが、火抜頡利発は帰ろうとせず、その妻子を連れて唐に亡命し、左衛大将軍を授かり、燕北郡王に封ぜられ、その妻は金山公主に封ぜられた。
開元3年（715年）2月、十姓部落の左廂の五咄陸六啜、右廂の五弩失畢五俟斤及び子の婿である高麗莫離支の高文簡、𨁂跌都督の阿跌思泰らは各々その衆を率いて、総勢1万余帳が唐に亡命した。玄宗は彼らを河南の旧地に住まわせ、高文簡には左衛員外大将軍を授けて遼西郡王に封じ、阿跌思泰には特進・右衛員外大将軍兼𨁂跌都督とし、楼煩郡公に封じた。阿史那默啜の娘婿である阿史徳胡禄もまた唐に帰順し、特進を授かる。その秋、阿史那默啜が九姓（トクズ・オグズ：Toquz oγuz）思結（シキトゥ：Sïqït）部の首領の阿布思らと磧北で戦い、九姓鉄勒は大いに潰れ、人畜の多くが死に、阿布思は衆を率いて唐に亡命した。
開元4年（716年）6月、阿史那默啜がまた九姓鉄勒の抜曳固（抜野古、バイルク：Bayïrqu）部を北討し、独楽河で戦い、抜曳固部は大敗した。阿史那默啜は損害が少なく、警戒を緩くしていたところを、抜曳固部の脱走兵の頡質略と柳林中で遭遇し、斬られた。抜曳固部は郝霊荃に阿史那默啜の首を与えて、京師に送らせた。阿史那骨咄禄の子の闕特勤（キュル・テギン：Kül tägin）は旧部を糾合して、阿史那默啜の子の小可汗及び諸弟を殺し、闕特勤の兄である左賢王の阿史那默棘連を立てて毘伽可汗（ビルゲ・カガン：Bilgä qaγan）とした。

## 妻子
- 可賀敦（カガトゥン：皇后）
  - 金山公主…宋王李成器の娘
- 子
  - 阿史那匐倶（拓西可汗）
  - 移涅可汗
  - 楊我支特勤
  - 同娥特勤

## 参考資料
- 『旧唐書』（本紀第六、本紀第七、本紀第八、列伝第一百四十四上）
- 『新唐書』（列伝一百四十上）
- 護雅夫『古代トルコ民族史研究Ⅰ』（1967年、山川出版社）